# Elsebeth Brehm
Elsebeth Brehm Jørgensen (født 30. juli 1901 på Frederiksberg, død 14. juli 1995 i Gentofte) var en dansk lærerinde, tennisspiller og gymnast.

## Idrætskarriere
Brehm dyrkede flere forskellige sportsgrene, især tennis og gymnastik. Det var dog tennis, hun navnlig brillerede i, og hun var den bedste danske kvindelige spiller i denne sport i tiden inden anden verdenskrig. Hun vandt således i alt 16 danske mesterskaber.
Brehm deltog også i OL 1920 i Antwerpen, hvor hun stillede op i single og sammen med Amory Hansen i damedouble. I damedouble deltog ni par, og efter at have siddet over i første runde blev det danske par i anden runde besejret klart af et belgisk par. I single deltog 18 spillere og her vandt Brehm i første runde over en belgier, men tabte så i anden runde til en svensker.
Hun deltog også i OL 1924 i Paris, her i damesingle og i mixed double sammen med Erik Tegner. Her tabte hun i begge rækker sin første kamp.
I nogle få år omkring første verdenskrig blev der afviklet VM i tennis på overdækket bane, og i 1921 fandt dette sted i KB Tennis' tennishal på Frederiksberg. Her vandt hun guld i damesingle, damedouble og mixed double. Det skal dog pointeres, at der blandt kvinderne kun var danske deltagere. Hun var medlem af Kjøbenhavns Boldklub, som arrangerede stævnet.

### DM-titler i tennis
Brehms 16 danske mesterskaber i tennis fordelte sig således:
- 8 i damesingle: 1921 (inde), 1923 (inde og ude), 1924 (inde og ude), 1925 (ude) og 1927 (inde og ude).
- 5 i mixed double: med Erik Worm 1922 (ude), 1923 (ude), 1924 (ude) med Einer Ulrich 1924 (inde) og med Erik Tegner 1927 (inde).
- 3 i damedouble: med Margrethe Kähler 1922 (ude), med Tove Morville 1926 (inde) og med Jutta Steenberg 1928 (inde).